# Stefania Kaja
Stefania Kaja z domu Patalas (ur. 21 października 1921 w Wolsztynie, zm. 15 lutego 2007 w Poznaniu) – artystka związana z Wielkopolską. Ceramik, malarz, znawca średniowiecznej sztuki piastowskiej.

## Życiorys
Ukończyła studia w Państwowej Wyższej Szkole Sztuk Plastycznych w Poznaniu na Wydziale Rzeźby w Pracowni Ceramiki u prof. Rudolfa Krzywca, uzyskując absolutorium z architektury wnętrz w 1950 roku.
W pierwszych latach po studiach współpracowała z mężem zajmując się grafiką i wystawiennictwem. Od 1980 roku jej podstawową formą działalności artystycznej była ceramika, drobne formy rzeźbiarskie oraz medalierstwo. Najczęściej pracowała w glinie, tocząc swoje prace na kole i ozdabiając je patynami i szkliwami.
Jej prace w ceramice nawiązywały w swych formach do dawnej sztuki polskiej, minimalizując ornament i dekoratywność, na rzecz wyszukanej oszczędnej formy. Zajmowała się także  medalierstwem (wiele realizacji dla miasta Poznania), maską ceramiczną, ceramiką użytkową, a także rysunkiem i ilustrowaniem książek. Była obsesyjnie związaną z Wielkopolską. Pod koniec życia poświęciła się malarstwu tworząc cykle obrazów olejnych i monotypii. Wszystkie korzenie znajdowała w krajobrazie swego dzieciństwa, okolic Nowego Tomyśla i Wolsztyna, a jej prace stopniowo odchodziły od realizmu.
Należała do poznańskiej Ceramicznej Grupy Twórczej (CGT) „Angoba” przy Biurze Wystaw Artystycznych.
Brała udział w wielu wystawach zbiorowych i indywidualnych w kraju i za granicą. Jej prace można oglądać na wystawach w zbiorach prywatnych i państwowych.
Jej mężem był Zbigniew Kaja (grafik, plakacista). Miała dwóch synów: Przemysława (fotograf) i Ryszarda (scenograf, malarz).

## Ilustrowane publikacje (wybór)
- Mirosława Komolka, Stanisław Sierpowski: Leszno. Zarys dziejów. Poznań 1987
- Henryk Błaż: Dla przyjaciół. Nowy Tomyśl 1987
- Joachim Zdrenka: Polityka zagraniczna książąt szczecińskich w latach 1295-1411. Słupsk 1987
- Łucja Danielewska: Wiersze kwiatowe Łucji Danielewskiej wraz z horoskopami. Nowy Tomyśl 1990
- Łucja Danielewska: Fraszki ziołowe. Nowy Tomyśl 1992
- Mineko Koyama: Wiersze kwiatowe. Nowy Tomyśl 1993
- Łucja Danielewska: Oczy przestrzeni. Nowy Tomyśl 1994
- Lech Tuchocki: A miał być motyl. Nowy Tomyśl 1994
- Lech Tuchocki: Wiersze wybrane. Nowy Tomyśl 1997[8]